# Fotorespiration
Fotorespiration sker i fotosyntesens senare steg, mörkerreaktionerna (Calvincykeln), som följer efter ljusreaktionerna (fosforylering, fotolys och reduktion av vätetransportören). I ljusreaktionerna omvandlas solens energi till kemiskt bunden energi, vilken används till att i mörkerreaktionen binda koldioxid och vätejoner till glukos. Glukosets uppgift är att lagra den energi växten tagit från solens ljus. Kärnan i mörkerreaktionen är enzymet rubisco, som också kan katalysera den omvända reaktionen. Är koldioxidhalten låg hos växten, kan rubisco börja använda sig av syret som just producerats, och då alltså motverka fotosyntesen.
De vanligaste växterna, C3-växter, använder sig av Calvincykeln och har alltså de ovannämnda begränsningarna. Vissa specialiserade växter har förmåga att motverka fotorespiration. En grupp, C4-växter, använder en annan reaktion som ger dem möjligheten att växa där halten koldioxid är avsevärt lägre. Samtidigt är dess begränsning att de kräver mer energitillförsel än C3-växterna, och därigenom mer ljus. En tredje grupp kallas CAM-växter. Hit hör till exempel kaktusar. Dessa växter stänger sina klyvöppningar under dagen för att stoppa avdunstning av vatten. Under natten öppnas de, och koldioxid samlas in och lagras, för att senare med solens hjälp kunna omvandlas till socker.